# Route 20A (Manitoba)
La Route 20A (PTH 20A) est une route auxiliaire de la route 20 de 5,3 km (3,3 mi) dans la région de Dauphin, au Manitoba.
À l'inverse de la plupart des routes alternatives, la route 20A n'est pas l'ancien tracé de la route 20, mais plutôt, pour son segment sud, l'ancien tracé de la route 5. Lorsque la route 5 actuelle a été construite au sud de Dauphin, la route 20 a été prolongée de son terminus sud à Dauphin jusqu'à son terminus sud actuel à Ochre River.

## Description du tracé
Depuis son terminus sud à l'intersection avec la route 20, la route 20A parcourt 3 km (1,9 mi) dans la ville de Dauphin comme 1st Avenue NE. Au centre-ville, elle rencontre la route 5A / route 10A. Elle forme un très court multiplex avec celles-ci avant de se diriger vers le nord-est sur Main Street NE. À l'intersection avec River Avenue, elle bifurque vers l'est jusqu'à ce qu'elle rejoigne la route 20 à nouveau.

## Intersections majeures
| Division                | Ville   | km   | Destinations                          | Notes                                               |
| ----------------------- | ------- | ---- | ------------------------------------- | --------------------------------------------------- |
| No. 17                  | Dauphin | 0,00 | PTH-20 – Ochre River, Winnipegosis    |                                                     |
| No. 17                  | Dauphin | 2,70 | PTH-5A / PTH-10A sud (Main Street S)  | Terminus sud du multiplex avec la PTH-5A / PTH-10A  |
| No. 17                  | Dauphin | 2,80 | PTH-5A / PTH-10A nord (2nd Avenue NW) | Terminus nord du multiplex avec la PTH-5A / PTH-10A |
| No. 17                  | Dauphin | 5,30 | PTH-20 – Winnipegosis, Ochre River    |                                                     |
| - Terminus de multiplex |         |      |                                       |                                                     |